# Scott Malone
Scott Liam Malone, född 25 mars 1991, är en engelsk fotbollsspelare som spelar för Gillingham FC.

## Karriär
Malone debuterade för Fulham den 5 augusti 2016 i en 1–0-vinst över Newcastle United.
Den 5 juli 2017 värvades Malone av Huddersfield Town, där han skrev på ett treårskontrakt. Den 8 augusti 2018 värvades Malone av Derby County, där han skrev på ett treårskontrakt. Den 28 augusti 2020 lånades Malone ut till Millwall på ett låneavtal över säsongen 2020/2021. I maj 2021 blev han klar för en permanent övergång till Millwall.